# 田中一嘉 (指揮者)
田中 一嘉（たなか かずよし、1953年 - ）は、日本の指揮者。

## 経歴
東京都出身。高校時代、岩城宏之の門を叩き、1972年桐朋学園大学音楽学部入学。指揮を斎藤秀雄、小澤征爾､秋山和慶、尾高忠明に師事。コントラバスを江口朝彦、堤俊作に師事する。在学中より同大オーケストラ定期演奏会、オペラ公演等を指揮し、森正、ブローダス・アール、河野俊達、フランコ・フェラーラらの指導を受ける。学外では、日本オペラ協会、長門美保歌劇団、東京アカデミー合唱団指揮者として、数多くのオペラ、合唱曲、特に宗教音楽分野での実績を積む。 
1976年、大学在学中に、第4回民音指揮者コンクール（現：東京国際音楽コンクール）入選、奨励賞受賞。卒業後、東京シティ・フィルハーモニック管弦楽団、群馬交響楽団指揮者を歴任。
これまでに、東京交響楽団、新日本フィルハーモニー交響楽団、東京フィルハーモニー交響楽団、大阪フィルハーモニー交響楽団、神奈川フィルハーモニー管弦楽団、札幌交響楽団、九州交響楽団、ニューフィルハーモニーオーケストラ千葉、オーケストラ・アンサンブル金沢等、日本の主要オーケストラを指揮する。
1992年、ヤナーチェク春の音楽祭（チェコ・オストラヴァ）にてヨーロッパデビュー。1995年にはカルロビ・ヴァリ交響楽団を指揮。 
2000年、ドイツ・ロットヴァイル夏の音楽祭。2001年、ベルリン日本週間での公演。2003年、ウィーン・ムジークフェラインザールでの日墺合同第九演奏会等、その活動は多岐に及んでいる。
1988年より昭和音楽大学講師。